# Kaltasy
Kaltasy (in russo Калтасы?; in baschiro Ҡалтасы) è un villaggio della Russia europea orientale, situato nella Repubblica autonoma della Baschiria; appartiene al rajon Kaltasinskij, del quale è il centro amministrativo.